# Jacqueline Audry
Jacqueline Audry (Aurenja, Valclusa, 25 de setembre de 1908 - Poissy, Yvelines, 19 de juny de 1977) fou una directora de cinema francesa.

## Biografia[3]
Va estudiar al Liceu Molière de París, com la seva germana Colette Audry.
Va treballar molt de temps com a continuista, i més tard com a ajudant de cèlebres realitzadors (Georg Wilhelm Pabst, Jean Delannoy, Max Ophüls). Va fer el seu primer curtmetratge l'any 1943, Les Chevaux du Vercors (Els cavalls del Vercors), dos anys abans de realitzar el seu primer llargmetratge, Les Malheurs de Sophie (Les desgràcies de Sophie).
Gran admiradora de Colette, va adaptar diversos de les seves novel·les entre 1949 i 1956 (Gigi; Minne, L'ingénue libertine; Mitsou). Després, va adaptar Sartre (Huis clos), la seva pròpia germana, Colette Audry (Fruits amers, adaptació de l'obra Soledad) i André Pieyre de Mandiargues (Le Lys de mer).
La majoria dels seus films porten diàlegs del seu marit, Pierre Laroche.
Va ser l'única realitzadora francesa de pel·lícules de ficció entre els anys 1930 i 1954, quan va ser filmada la pel·lícula La Pointe courte, d'Agnès Varda.
Jacqueline Audry va morir el juny de 1977 com a conseqüència d'un accident de trànsit.

## Filmografia[4]

### Realitzadora
- 1946: Les Malheurs de Sophie segons la novel·la de la comtessa de Ségur
- 1948: Sombre Dimanche
- 1949: Gigi a partir de Gigi de Colette
- 1950: Minne libertine
- 1950: Olivia
- 1954: Huis clos inspirat en Jean-Paul Sartre
- 1954: La Caraque blonde
- 1956: Mitsou
- 1957: La Garçonne inspirat en Victor Margueritte
- 1958: C'est la faute d'Adam
- 1958: L'École des cocottes
- 1959: Le Secret du chevalier d'Éon
- 1961: Les Petits Matins
- 1961: Cadavres en vacances
- 1965: Le Bonheur conjugal, sèrie en 13 episodis
- 1967: Fruits amers
- 1969: Le Lys de mer
- 1973: Un amour de Balzaq a partir de la biografia d'Honoré de Balzac

### Ajudant de realització
- 1938: Le Roman de Werther (Werther) de Max Ophüls
- 1939: L'Esclave blanche de Mark Sorkin
- 1939: Jeunes filles en détresse de Georg Wilhelm Pabst
- 1939: Les Musiciens du ciel de Georges Lacombe
- 1940: Paris-New York d'Yves Mirande
- 1942: Elles étaient douze femmes de Georges Lacombe
- 1942: L'assassin a la nuit de Jean Delannoy